# Хехе (язык)
Хехе или кихехе, — язык народа хехе. Относится к группе банту. Возможно также родство с зулусскими языками, например с языком нгони. Распространён в Танзании. В 1970-х годах, по оценкам, 190 000 человек говорили на хехе. Было сделано несколько переводов Библии (Британское и зарубежное библейское общество). Возможно, языки хехе и бена взаимопонятны.
Хехе имеет 15 именных классов, отмеченных префиксами
.
Хехе имеет сложную систему времени-вида-наклонения глаголов.